# Вапник Володимир Наумович
Вапник Володимир Наумович (6 грудня 1936 , Ташкент , рос. Вапник Владимир Наумович, англ. Vladimir Naumovich Vapnik) — радянський та американський науковець, один з основних розробників теорії Вапника - Червоненкіса, що пов'язана із теорією статистичного навчання, і співрозробник методу опорних векторів. Даний метод знайшов широке застосування в галузі машинного навчання.

## Біографія
В 1943—1953 роках навчався в школі № 18 в м. Ташкент. В 1958 році закінчив Узбецький державний університет у Самарканді.
В 1964 році захистив дисертацію на здобуття ступеня кандидата наук по статистиці в Інституті проблем управління (Москва) під керівництвом О. Я. Лернера. В 1984 році захистив докторську дисертацію. До 1990 року працював в Інституті проблем управління на посаді завідувача відділу.
Наприкінці 1990 року емігрує в США, де попередньо побував у 1989 році. Працював у Bell Labs (1991—2002), де разом із іншими співробітниками розробив теорію методу опорних векторів (англ. support vector machine). З 2002 року перейшов працювати в лабораторію корпорації NEC в Принстон, штат Нью-Джерсі. Також з 1995 року є запрошеним професором у Королівському коледжі Хелловея (Лондонський університет) і з 2003 — в Колумбійському університеті в Нью-Йорку.
Станом на лютий 2021 він мав h-індекс 86, і загалом його публікації були процитовані понад 227000 раз. Його книгу «The Nature of Statistical Learning Theory» було процитовано понад 91 000 раз.

## Монографії
- Вапник В. Н., Червоненкис А. Я. Теория распознавания образов. М.: Наука, 1974
- Вапник В. Н. Восстановление зависимостей по эмпирическим данным. М.: Наука, 1979
- Vapnik V.N. The Nature of Statistical Learning Theory. Springer, 1995
- Vapnik V.N. Statistical Learning Theory. NY: John Wiley, 1998